# 木下博隆
木下 博隆（きのした ひろたか、1962年2月5日 - ）は、日本の実業家。旭松食品株式会社代表取締役社長。

## 人物・経歴
長野県飯田市出身。1985年京都産業大学経済学部卒業。1992年日本電気退職後、旭松食品入社。2003年、同社執行役員西日本営業統括部長就任。2012年、同社代表取締役執行役員営業本部長を経て2016年より同社代表取締役社長執行役員。